# Az újgörög nevek magyar helyesírása
Az újgörög nevek magyar helyesírása (rövidítve ÚNMH) a görög ábécét használó görög nyelv neveinek átírását részletesen tárgyaló szabályzat, amely A cirill betűs szláv nyelvek neveinek magyar helyesírása című munkával egy kötetben jelent meg (Budapest, Akadémiai Kiadó, 1985, ISBN 9630534991).
A kötetre a helyesírási szabályzat 220. pontja külön hivatkozik, valamint rá alapoz az Osiris-féle Helyesírás átírási tanácsadójának göröggel foglalkozó része is.

## Története
Szabó Kálmán az 1970-es évek második felében (a cirill betűs nyelvek szabályozásával egy időben) dolgozta ki az újgörög nevek átírási szabályait; ez utóbbiakat a Helyesírási Bizottság 1981 májusában fogadta el. Az újgörög példatárat Gáspár Katalin állította össze, az anyanyelvi lektor Caruha Vangelió volt.